# 国民の自衛官
国民の自衛官（こくみんのじえいかん）は、産業経済新聞社・フジサンケイグループが主催する、日本の自衛官を表彰する制度である。
自衛官として、日本の国土防衛に取り組むとともに、災害時の緊急派遣や緊急搬送に活躍し、自衛官の任務の枠にとらわれず、「自己犠牲の精神で、人命救助や人助けを行った」自衛官や、日々の行動を通して「社会との絆を強めた自衛官」に対して、陸上、海上、航空のそれぞれの自衛隊で業績のあった自衛官をそれぞれの自衛隊から推薦を行い、審査・表彰する。
第1回は2002年に表彰され、以後毎年顕彰されている。
2012年の第10回では、若狭湾で沈没した釣り船の救助を行った、護衛艦あけぼのやアテネパラリンピックの金メダリスト、高橋勇市の伴走ランナーなどを務めた自衛官らが表彰された。
2013年の第11回では、尖閣諸島への領空侵犯に対する任務に従事している第83航空隊や砕氷艦しらせの艦長などを務めた自衛官らが表彰された。また第3回、第4回、第6回~第9回に臨席した寬仁親王の長女彬子女王が初めて臨席した。

## スポンサー
- 主催　フジサンケイグループ
- 主管　産経新聞社
- 協力　防衛省（旧・防衛庁）
- 特別協賛　航空新聞社
- 協賛　（一社）日本防衛装備工業会、防衛懇話会、（一財）防衛弘済会